# Henning Schmidgen
Henning Schmidgen (* 1965 in Münster) ist ein deutscher Psychologe, Wissenschaftshistoriker und Medienwissenschaftler. Er ist Professor für Medientheorie und Wissenschaftsgeschichte an der Bauhaus-Universität Weimar.

## Leben und Leistungen
Schmidgen studierte an der Freien Universität Berlin Psychologie, Philosophie und Linguistik und promovierte dort 1996 in Psychologie. An der Universität Paris VII absolvierte er einen Aufbaustudiengang in Psychoanalyse. Er forschte an der École des Hautes Études en Sciences Sociales und an der Stanford University. Im Jahr 2000 war er Gründungsmitglied der Jungen Akademie an der Berlin-Brandenburgischen Akademie der Wissenschaften, Berlin, und der Deutschen Akademie der Naturforscher Leopoldina, Halle. Von 2000 bis 2011 war er am Max-Planck-Institut für Wissenschaftsgeschichte (Abt. III, Hans-Jörg Rheinberger) in Berlin tätig und ist Mitbegründer des Digitalisierungsprojekts Virtual Laboratory. 2005/2006 war er Gastprofessor an der Harvard University. Ab 2011 war Schmidgen Professor für Medienästhetik an der Universität Regensburg. 2011 wurde er an der Bauhaus-Universität Weimar für die Fächer Medienwissenschaft und Wissenschaftsgeschichte habilitiert. Seit 2014 ist er dort Professor für Medientheorie. Von 2015 bis 2019 war Schmidgen als Prodekan für Studium und Lehre an der Fakultät Medien der Bauhaus-Universität tätig. Seit 2019 leitet er die Fakultät als Dekan.
Schwerpunkte seiner Forschung sind die Geschichte der experimentellen Neurowissenschaften, die Historische Epistemologie und die Ästhetik der Maschinen.

## Auszeichnungen
- 2000–2005: Gründungsmitglied der Jungen Akademie[2]
- 2007: Schachterle Essay Prize, Society for Science, Literature and the Arts[3]
- 2010: Paul-Bunge-Preis[4]
- 2011: Preis für Übersetzungsförderung des Börsenvereins des Deutschen Buchhandels[5]

## Schriften (Auswahl)

### Als Autor
- Das Unbewußte der Maschinen. Konzeptionen des Psychischen bei Guattari, Deleuze und Lacan. Fink, München 1997, ISBN 3-7705-3195-7 (Dissertation, FU Berlin, 1996).
- Pictures, Preparations, and Living Processes. The Production of Immediate Visual Perception in late-19th-Century Physiology. In: Journal of the History of Biology. ISSN 0022-5010, Jg. 37 (2004).
- Die Helmholtz-Kurven. Auf der Spur der verlorenen Zeit (= Internationaler Merve-Diskurs. Bd. 341). Merve, Berlin 2009, ISBN 978-3-88396-279-5.
- Bruno Latour zur Einführung. (Zur Einführung; Bd. 380). Junius, Hamburg 2011, 2., verb. und erg. Auflage 2013, 3., vollst. überarb. Auflage 2019. ISBN 978-3-88506-680-4.
- Hirn und Zeit. Die Geschichte eines Experiments 1800–1950. Matthes & Seitz, Berlin 2014, ISBN 978-3-88221-115-3 (Habilitationsschrift, Universität Weimar, 2011).
- Labor. In: Institut für Europäische Geschichte (Mainz) (Hrsg.): Europäische Geschichte Online. ISSN 2192-7405. Letzter Zugriff am 5. Mai 2014.
- The Helmholtz Curves: Tracing Lost Time. Trans. Nils F. Schott. New York: Fordham University Press, 2014, ISBN 978-0-82326-195-6.
- Bruno Latour in Pieces: An Intellectual Biography. Trans. Gloria Custance. New York: Fordham University Press, 2015, ISBN 978-0-82326-370-7.
- Forschungsmaschinen: Experimente zwischen Wissenschaft und Kunst. Berlin: Matthes und Seitz, 2017, ISBN 978-3-95757-392-6.
- Horn oder Die Gegenseite der Medien. Berlin: Matthes und Seitz, 2018, ISBN 978-3-95757-464-0.
- Die Guattari-Tapes. Gespräche mit Antonio Negri, Jean Oury, Elisabeth Roudinesco, Paul Virilio u.a. Leipzig: Merve, 2019, ISBN 978-3-96273-029-1.
- Horn or The Counterside of Media. Trans. Nils F. Scott. Durham: Duke University Press, 2022, ISBN 978-1-4780-1772-1.

### Als Herausgeber
- Ästhetik und Maschinismus: Texte von und zu Félix Guattari. Merve, Berlin 1995, ISBN 3-88396-121-3.
- Bühnen des Wissens. Interferenzen zwischen Wissenschaft und Kunst. Dahlem University Press, Berlin 2003, ISBN 3-934504-13-2.
- Kultur im Experiment. Kadmos, Berlin 2004, ISBN 3-931659-66-6.
- Das Irrsal hilft, hrsg. mit Rainer Maria Kiesow, Berlin: Merve, 2004.
- Kritisches Wörterbuch, hrsg. und übers. mit Rainer Maria Kiesow, Berlin: Merve, 2005.
- Maß und Eigensinn: Studien im Anschluß an Georges Canguilhem. Fink, München 2005, ISBN 3-7705-4094-8.
- Lebendige Zeit. Wissenskulturen im Werden. Kadmos, Berlin 2005, ISBN 3-931659-69-0.
- Georges Canguilhem, Wissenschaft, Technik, Leben: Beiträge zur historischen Epistemologie. Übersetzt von Ronald Voullié u. a. Merve, Berlin 2006, ISBN 3-88396-224-4.
- Parasiten und Sirenen: Zwischenräume als Orte der materiellen Produktion von Wissen. Transcript, Bielefeld 2008, ISBN 978-3-89942-870-4.
- (Hrsg., mit Safia Azzouni, Christina Brandt, Bernd Gausemeier, Julia Kursell, Barbara Wittmann) Eine Naturgeschichte für das 21. Jahrhundert. Hommage à/Zu Ehren von/In Honor of Hans-Jörg Rheinberger. Berlin: o. V., 2011. Neuausgabe Berlin: Alpheus, 2014, ISBN 3-00-033469-6.
- (Hrsg., mit Jutta Müller-Tamm und Tobias Wilke) Gefühl und Genauigkeit. Emprirische Ästhetik um 1900. München: Fink 2014, ISBN 978-3-77055-584-0,
- Félix Guattari, Schriften zur Kunst. Berlin: Merve, 2016, ISBN 978-3-88396-371-6.
- Félix Guattari, Planetarischer Kapitalismus. Berlin: Merve, 2018, ISBN 978-3-96273-006-2.
- Georges Canguilhem: Über Maurice Halbwachs, und mit einem Essay zum Problem der Umwelt, August Verlag, Berlin 2022, ISBN 978-3-7518-9007-6.

### Als Übersetzer
- Gilles Deleuze: Lust und Begehren. Merve, Berlin 1996, ISBN 3-88396-130-2.
- Rosalind Krauss: Das Photographische: Eine Theorie der Abstände. Fink, München 1998, ISBN 3-7705-3241-4.
- Georges Canguilhem: Das Experimentieren in der Tierbiologie. Max-Planck-Institut für Wissenschaftsgeschichte, Berlin 2001 (Max Planck Institute for the History of Science: Preprint 189).
- Georges Canguilhem: Gesundheit – Eine Frage der Philosophie. Merve, Berlin 2004, ISBN 3-88396-204-X.
- Georges Canguilhem: Die Herausbildung des Reflexbegriffs im 17. und 18. Jahrhundert. („La formation du concept de réflexe au XVIIe et XVIIe siècles“, 1955). Fink, München 2008, ISBN 978-3-7705-4525-4.